# Cobra (tram)

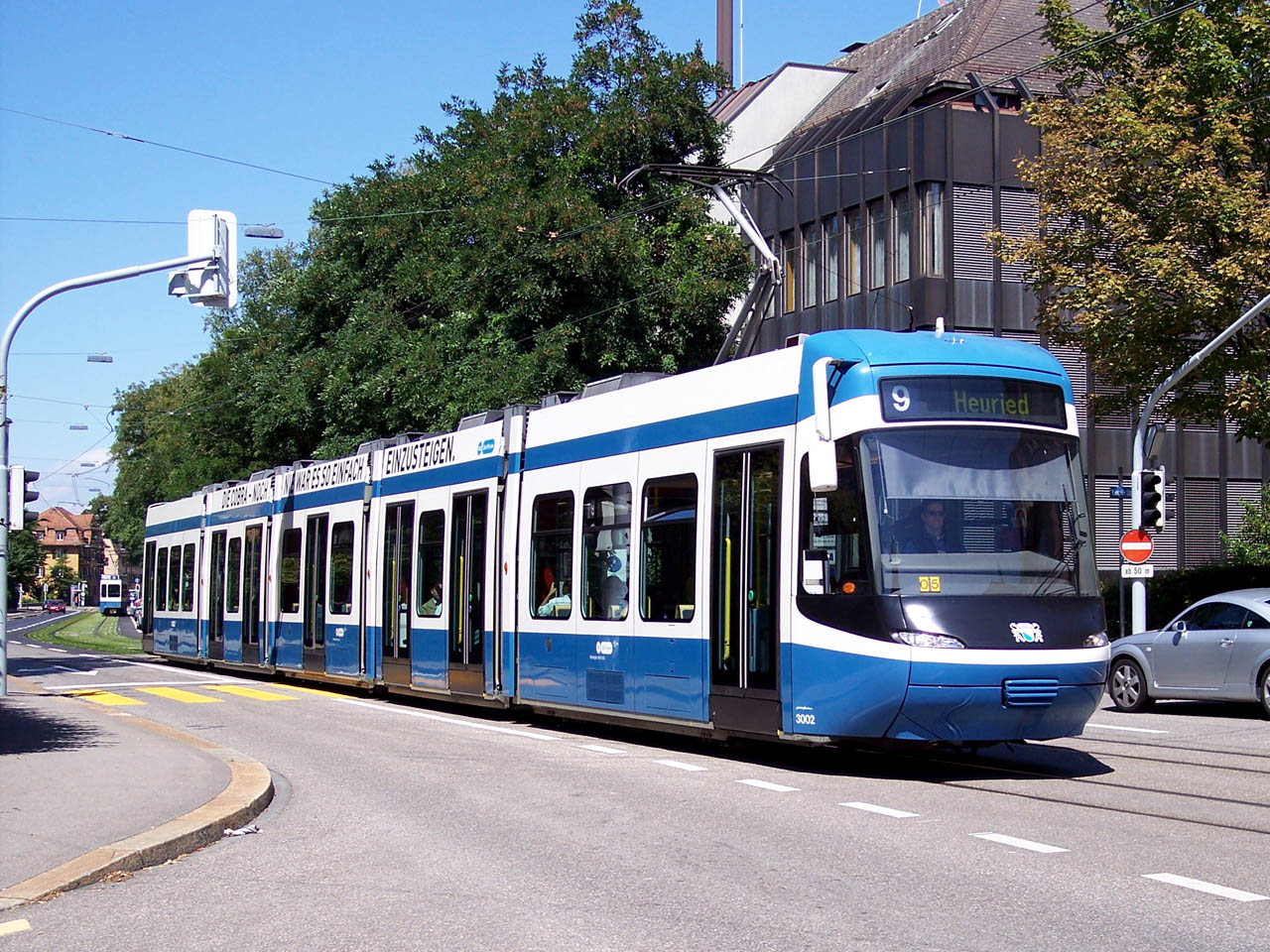
Cobra 3002 in de Letzistrasse te Zürich.

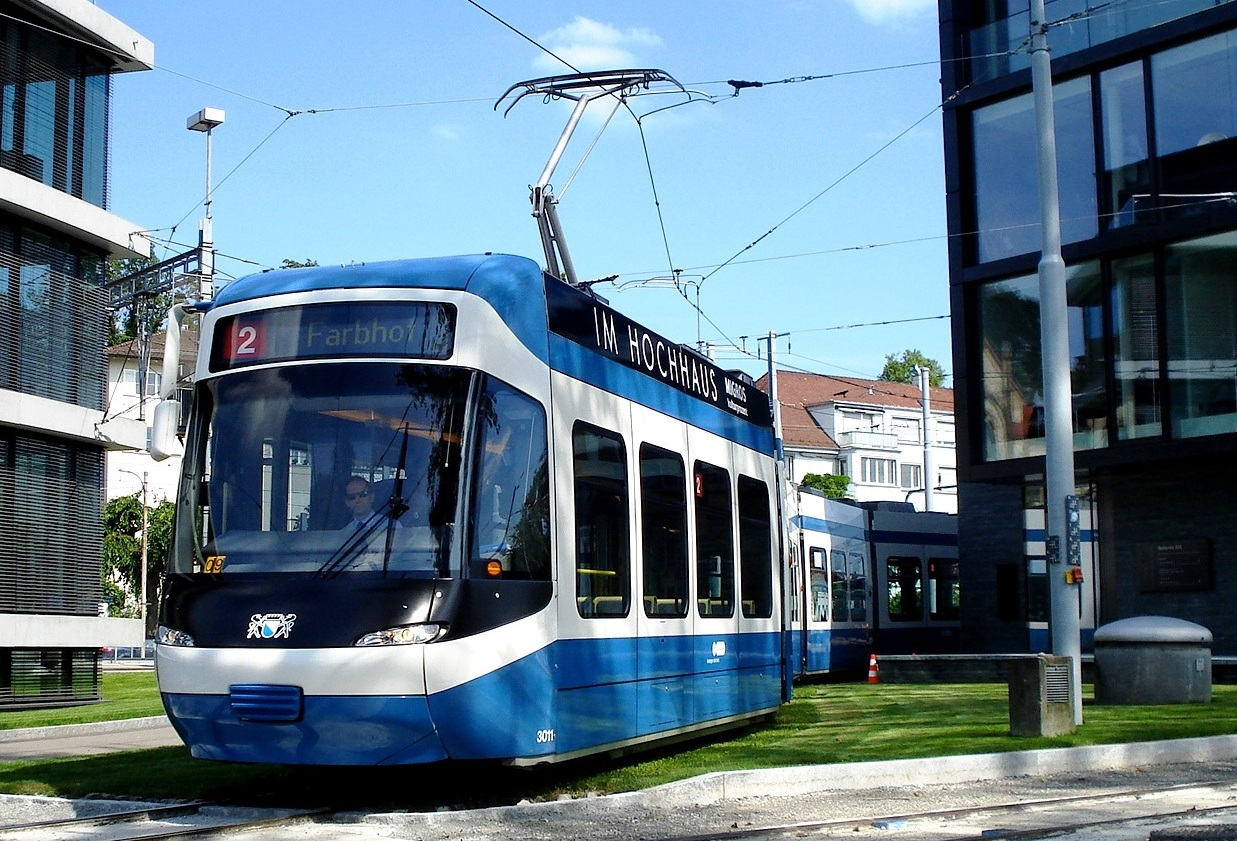
Voorzijde van Cobra 3011

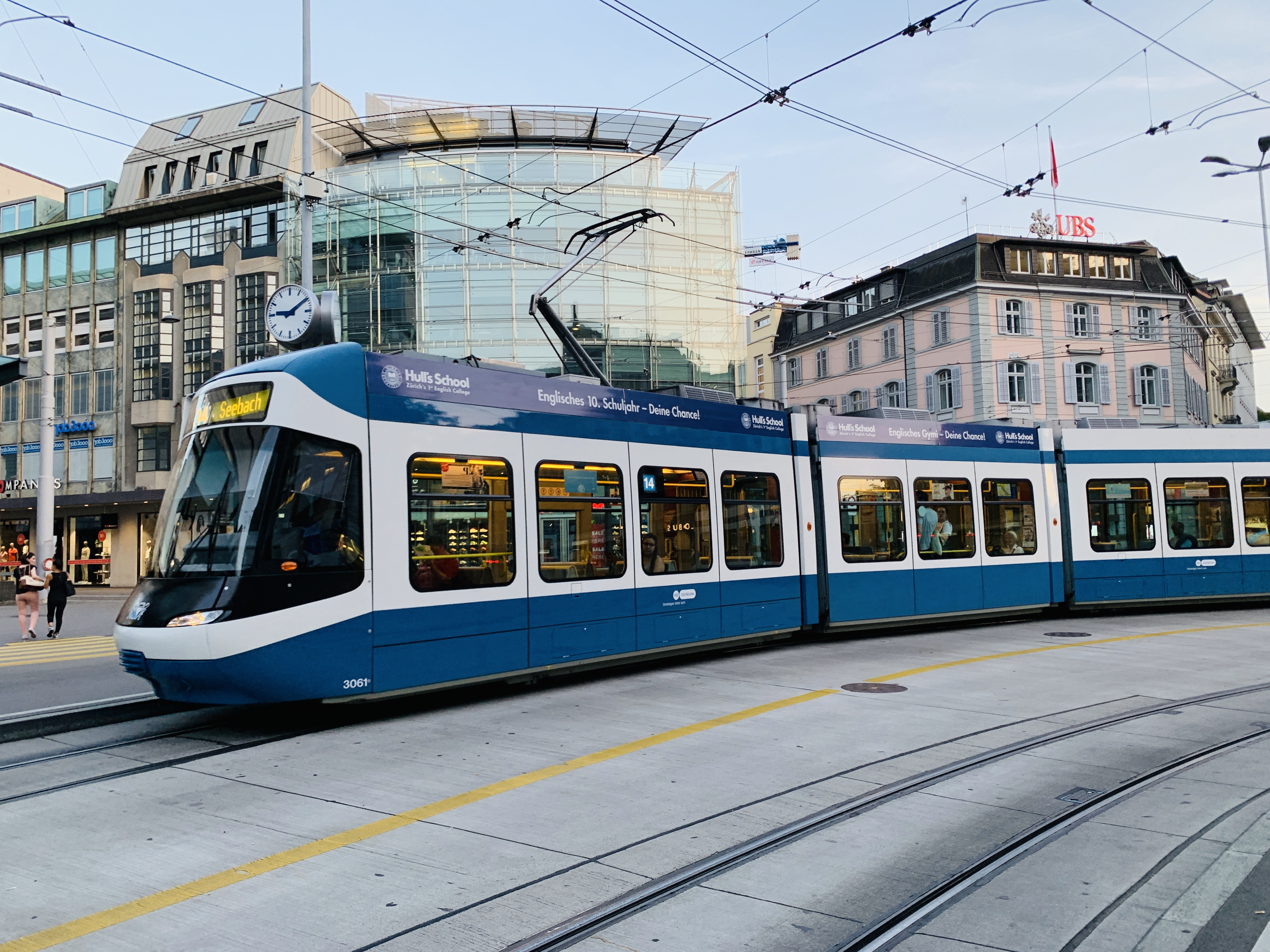
Cobra op de Löwenplatz

De Be 5/6 "Cobra" is een serie van 88 lagevloertrams van Bombardier Transportation die voor het tramnet van Zürich is ontwikkeld.

## Kenmerken
De Cobra is een eenrichtingsvoertuig (met één stuurtafel en alleen deuren aan de rechterzijde). De tram heeft een lengte van 36 meter, een breedte van 2,4 meter en is gebouwd voor een spoorwijdte van 1000 mm. Er is plaats voor maximaal 238 reizigers, waarvan er 96 kunnen zitten.
De Cobra is een vijfdelige tram (vier geledingen), waarvan alle rijtuigbakken ongeveer even lang zijn. Onder de eerste, derde, en vijfde bak zitten onderstellen met vier wielen. De twee assen onder die wielbakken zitten vrij ver uit elkaar, maar zijn meesturend zodat de Cobra toch soepel door bogen kan rijden. Van de twaalf wielen, worden er tien aangedreven (6 links en 4 rechts). De maximumsnelheid is 70 km/h.

## Geschiedenis
In 1996 won het 'Züri Tram'-consortium, bestaande uit Schindler (hoofdleverancier), Adtranz en FIAT-SIG, de aanbesteding voor de bouw van een serie lagevloertrams voor Zürich. De eerste trams zouden in maart 1999 geleverd moeten zijn, maar door fusie- en overnameperikelen binnen het consortium en problemen bij de ontwikkeling, ontstaat er vertraging. In de nacht van 17 op 18 mei 2001 wordt het eerste exemplaar van een proefserie van zes stuks (3001-3006) geleverd aan het stadsvervoerbedrijf VBZ (Verkehrsbetriebe Zürich). Het 'Züri Tram'-consortium bestaat op dat moment alleen nog maar uit Bombardier (rechtsopvolger van Schindler en Adtranz) en ALSTOM (rechtsopvolger van FIAT-SIG).
Door ontwerpfouten bleek de proefserie 3001-3006 van binnen zeer lawaaiig te zijn, waardoor de Cobra's al snel weer uit het straatbeeld verdwenen. Na aanpassingen van de onderstellen, worden ze sinds december 2002 weer ingezet op de lijnen 4 en 9. De eerste Cobra van de vervolgserie is in maart 2006 afgenomen, de laatste in 2010.